# Miriam Vece
Miriam Vece (Crema, 16 maart 1997) is een Italiaanse baan- en wegwielrenster die anno 2020 rijdt voor Valcar-Travel & Service. Ze won in 2019 een bronzen medaille op de 500m tijdrit tijdens de Europese Spelen in Minsk. In 2020 behaalde ze een derde plaats op de 500 meter tijdens de Wereldkampioenschappen baanwielrennen in Berlijn.

## Baanwielrennen

### Palmares
| Jaar     | IK                                        | EK                                 | WK           | Overig                        |
| Junioren | Junioren                                  | Junioren                           | Junioren     | Junioren                      |
| -------- | ----------------------------------------- | ---------------------------------- | ------------ | ----------------------------- |
| 2014     | 500m tijdrit, teamsprint · sprint, keirin |                                    |              |                               |
| 2015     |                                           | teamsprint                         | teamsprint   |                               |
| Belofte  |                                           |                                    |              |                               |
| 2018     |                                           | 500m tijdrit · sprint · teamsprint |              |                               |
| 2019     |                                           | 500m tijdrit · sprint              |              |                               |
| Elite    |                                           |                                    |              |                               |
| 2016     | teamsprint                                |                                    |              |                               |
| 2017     | sprint, keirin                            |                                    |              |                               |
| 2018     | sprint, keirin                            |                                    |              |                               |
| 2019     | sprint                                    |                                    |              | Europese Spelen: 500m tijdrit |
| 2020     | sprint, 500m tijdrit                      | 500m tijdrit                       | 500m tijdrit |                               |

## Ploegen
- 2017 –  Valcar PBM
- 2018 –  Valcar PBM
- 2019 –  Valcar-Cylance
- 2020 –  Valcar-Travel & Service